# Kvenvik
Kvenvik (Samiska: Covošluovta) är en ort längst in vid Altaälven i Alta kommun i Finnmark fylke i Norge, med 194 invånare (2012). 

## Historik
Kvenvik omtalades av major Schnitler 1744, då platsen ännu var obefolkad. Men Namnet Kvenvik kan komma från att många kväner bodde där. Den förste invandrade kvänen i Alta kommun var Junthe Inersen omkring 1665, han bosatte sig i Bossekop.

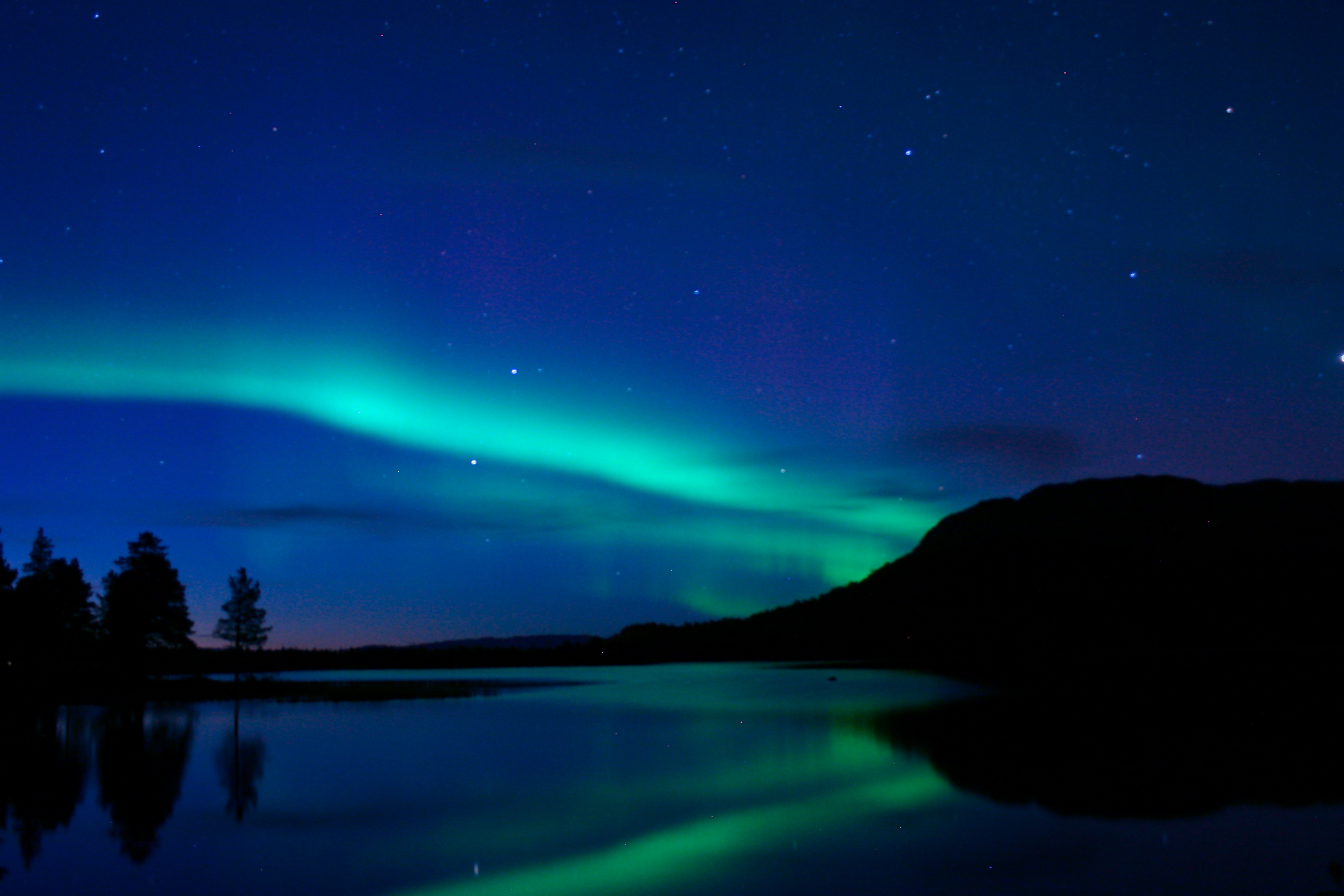
Bild av norrsken tagen vid Lillevannet i Kvenvik.

Namnet kan också härledas från fjorden Kvænangen i väst. De första anteckningarna med namnet Kvænangen kommer från 1567. Thor Frette (1918–1987) anser att "kven" kommer från en samiskt plats i området, nämligen Guonne-gieddi, det samiska namnet på Valan.

## Geografi

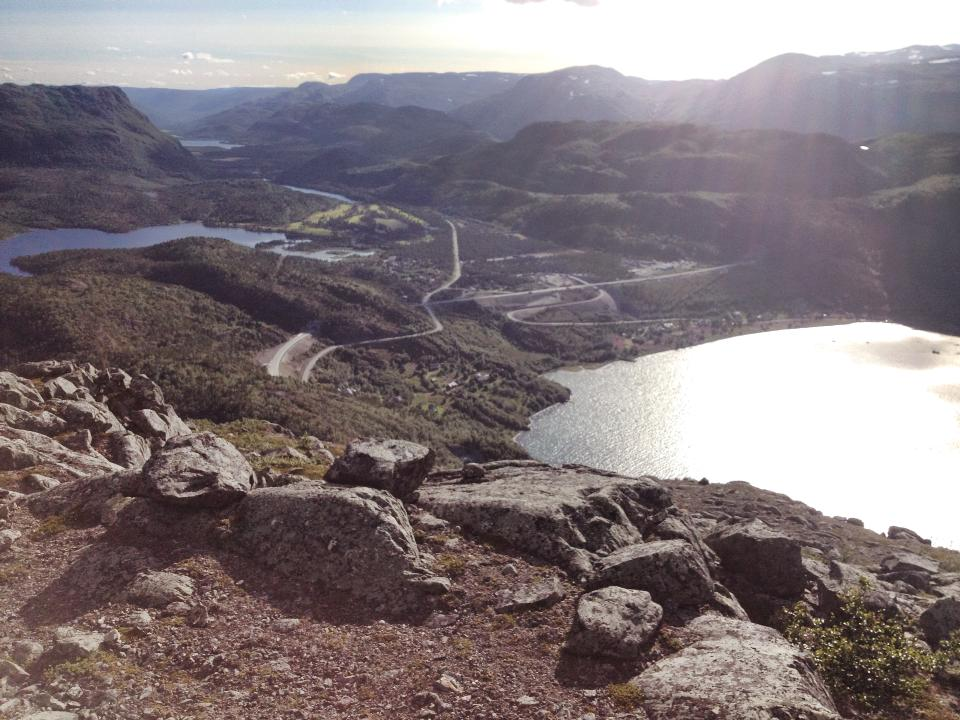
Kvenvik sett från Skoddevarre.

På fjället Sáhkkobátni (Sakkobadne) (358 m ö.h.) vid Kvenvik finns vraket efter ett störtat flygplan från Andra världskriget. Tyskarna hade skyttegravar här under kriget. Kvenvik ligger vid E6 med en ganske platt terräng. I närheten finns bland andra Lillevannet, som är en populär vinterfiskesjö, och badsjön Langvannet.

## Flora och fauna
I Kvenvik växer björk och tall. Vid sötvatten förekommer sälg. Området är rikt på med blåbär, odon, kråkbär och lingon. Djurlivet består bland annat av rödräv, havsörn, utter och lodjur.

## Kommunikation
Kvenvik ligger nio kilometer väst om Alta tätort utmed E6, som nu byggs om med en 1 208 meter lång tunnel genom Sakkobadne.